# Роз'їзд № 5 (Україна)
Роз'їзд № 5 — роз'їзд Дніпровської дирекції Придніпровської залізниці на одноколійній електрифікованій постійним струмом лінії Роз'їзд № 5 — Павлоград I між станціями Слов'янка (17 км) та Покровськ (22 км). Розташований поблизу села Сергіївка Покровського району Донецької області.

## Історія
Роз'їзд № 5 відкрито разом із дільницею Постишеве — Павлоград у 1935 році. Станом на 1936 рік на роз'їзді зупинявся пасажирський поїзд № 66/65 Дніпропетровськ — Постишеве: на Дніпропетровськ поїзд вирушав о 03:35, зворотно на Постишеве — о 21:43. 1937 року маршрут поїзду було подовжено до Ясинуватої, і в такому вигляді його маршрут проіснував до Другої світової війни.
Що стосується окупаційного періоду, німецьке командування у 1941—1942 році розпорядилося використати вцілілі після радянського відступу рейки зруйнованої дільниці колії Красноармійське — Павлоград в якості вузькоколійки. Останні були прокладені від кар'єрів будівельних матеріалів до автошляху Дніпропетровськ — Сталіне, де тривало будівництво нового шосе. Одна з таких вузькоколійок пролягала від кар'єра у Бірючій балці до автошляху повз села Сергіївка.
Станом на 1960 рік на відновленій ділянці Постишеве — Павлоград курсував пасажирський поїзд № 82/81 Синельникове I — Красноармійське. На Красноармійське поїзд вирушав о 06:50, зворотно на Синельникове I — о 10:04. 1961 року маршрут поїзда відновлено, як і у довоєнний період, сполученням Дніпропетровськ — Ясинувата. У 1980-х роках маршрут поїзда було подовжено до Кривого Рогу, проте у 1993—2007 роках він курсував у колишньому сполученні Дніпропетровськ — Ясинувата.

## Пасажирське сполучення
На роз'їзді 5 км зупинялися лише приміські поїзди.
| Рух приміських поїздів по роз'їзду № 5 | Рух приміських поїздів по роз'їзду № 5 | Рух приміських поїздів по роз'їзду № 5 |
| №                                      | Маршрут слідування                     | Курсування                             |
| -------------------------------------- | -------------------------------------- | -------------------------------------- |
| 6156                                   | Дніпро-Головний — Роз'їзд № 5          | Понеділок, субота                      |
| 6151                                   | Роз'їзд № 5 — Дніпро-Головний          | Понеділок, субота                      |
| 6331/6332/6255                         | Покровськ — Слов'янськ                 | Щоденно                                |
| 6256/6333/6334                         | Слов'янськ — Покровськ                 | Щоденно                                |

Зараз пасажирське сполучення відсутнє. 